# Erberto Hoscam
Erberto Hoscam (Inghilterra, XII secolo – Conza della Campania, 1181 circa) è stato un arcivescovo cattolico inglese; è venerato come santo dalla Chiesa cattolica.

## Biografia
Erberto Hoscam nacque in Inghilterra nel XII secolo. In qualità di arcivescovo di Conza fu presente al III Concilio Lateranense che si tenne nel 1179.
Morì a Conza intorno al 1181 ed i suoi resti mortali si trovano presso la concattedrale di Santa Maria Assunta.

## Culto
La sua memoria liturgica ricorre il 20 agosto.
È patrono della città di Conza e dell'arcidiocesi di Conza.